# Natalbany, Louisiana
Natalbany, Louisiana (енгл. Natalbany) насељено је место без административног статуса у америчкој савезној држави Луизијана.

## Демографија
По попису из 2010. године број становника је 2.984, што је 1.245 (71,6%) становника више него 2000. године.
| Група             | 2000.         | 2010.         |
| Белци             | 1.163 (66,9%) | 1.530 (51,3%) |
| Афроамериканци    | 516 (29,7%)   | 1.063 (35,6%) |
| Азијати           | 4 (0,2%)      | 8 (0,3%)      |
| Хиспаноамериканци | 39 (2,2%)     | 337 (11,3%)   |
| Укупно            | 1.739         | 2.984         |